# ダルムシュタット夏季現代音楽講習会
ダルムシュタット夏季現代音楽講習会（ダルムシュタットかきげんだいおんがくこうしゅうかい、Internationale Ferienkurse für Neue Musik, Darmstadt）は、ドイツのダルムシュタットで1947年より行われている、世界的に名の知られた現代音楽の講習会であり、現在も大きな影響力を持っている。

## ヴォルフガング・シュタイネッケ時代

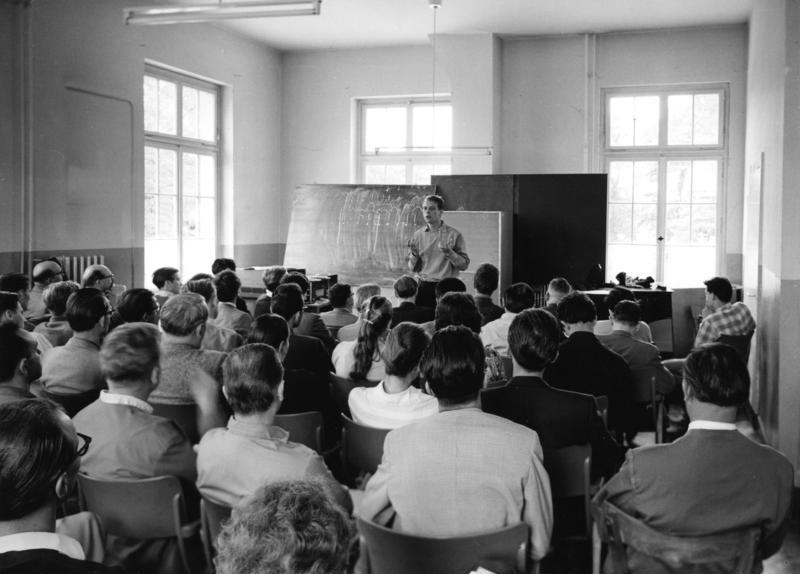
1957年の講習会で講義を行うカールハインツ・シュトックハウゼン

ダルムシュタット夏季現代音楽講習会は当初、ドイツ政府のみならず、占領していたアメリカ政府からも資金提供が行われ、ナチス時代には「退廃音楽」として退けられていた現代音楽を民主的に再構築しようという試みから始まった。
開始当初は毎年行われ、オリヴィエ・メシアンやルネ・レイボヴィッツ、テオドール・アドルノ、ヴォルフガング・フォルトナーらを講師とし、新ウィーン楽派が興した「十二音技法のみならず、ストラヴィンスキーなど新古典主義やバルトークなどの同時代作曲家らの研究が主な講習内容だった。
やがて新ウィーン楽派の中でもヴェーベルンの極小様式の研究へと対象が絞り込まれ、セリー・アンテグラル（総音列主義）を推し進めたピエール・ブーレーズ、カールハインツ・シュトックハウゼン、ルイジ・ノーノらが、このダルムシュタットを代表する戦後世代の若手作曲家として台頭するようになり、またエアハルト・カルコシュカやテオドール・アドルノなどが理論面を強固に支えた。この世代交代は全世界に広く知れ渡り、開始当初の講師やエルンスト・クレーネク他の前世代の講師あるいはそれに近い世代の人物がダルムシュタットから全て追放される事態にまで発展した。
一方、ハンス・ヴェルナー・ヘンツェやハンス・ツェンダーなど、ダルムシュタットの潮流を忌避する立場を取る作曲家もいた。後にはジェルジ・リゲティやヤニス・クセナキスなど、セリー・アンテグラルとは異なる方法論を持つ作曲家も講師に招かれ、現代音楽の最前衛の動向を紹介する重要な講習会となった。中でもジョン・ケージが招かれた際には、彼の偶然性の概念がヨーロッパ中で大流行し、ブーレーズによる「管理された偶然性」の提唱によって、アメリカ実験音楽とは異なるヨーロッパ流の偶然性理論を展開するきっかけともなった。

## エルンスト・トマス時代
1970年代から1980年代にかけては、フライブルク音楽大学を中心とするヘルムート・ラッヘンマンやブライアン・ファーニホウなどの新たな世代の作曲家が講師として活躍し、ハリー・ハルブライヒらが理論を支えポスト構造主義や新しい複雑性など新たな潮流をこの講習会で発信するきっかけともなった。前者をラッヘンマン楽派、後者をフライブルク楽派とも呼ぶ。1980年代以降は国際化がさらに推し進められ、前衛不毛と称された国々から次々と賞を狙う音楽家がダルムシュタットに集った。名ヴァイオリニストのアーヴィン・アルディッティは中学生で講習会に参加し、その数十年後にはヴァイオリンの講師として後進を指導している。
1970年代に入ると、シュトックハウゼンやブーレーズといった有名作曲家が教える時間を確保する事が難しくなったため、隔年開催へ移行した。1969年までは奇数年にも開催があったが、現在は偶数年に行われている。Covid-19により2020年度の会は2021年に持ち越しになった。

## フリードリヒ・ホンメル時代
長らく反ダルムシュタットの立場であったハンス・ツェンダーや、ヴォルフガング・リーム、細川俊夫、ブライアン・ファーニホウ(現在も現役講師)、ジョン・ケージ等が招かれているほか、ジャチント・シェルシやモートン・フェルドマンなどの外国勢の招聘も盛んであった。日本の秋吉台国際現代音楽セミナー＆コンサートや武生国際作曲ワークショップとも提携した時期もあり、毎年それぞれの講習会に交換留学生を相互派遣していたことがあった。現在は提携こそないが、各種現代音楽講習会との連携は強固で、なんらかの講習会で話題になった学生がダルムシュタットへやってくる。
1970年代以降は前衛の潮流が枝分かれしたことに伴い、必ずしも現代音楽シーンの最先端に関わる者が招待されているとは言い難い。この点は前ディレクターであったフリードリヒ・ホンメルも痛切に感じており、その中で彼の取った策は「大家であろうが無名であろうが、自分の信頼した作曲家に一人一時間一コマ」のレクチャーを授けることであった。このために同じ時間帯に複数の作曲家が別々の会場で講義することになり、受講生は誰のレクチャーを選ぶか真剣に考えなければならなかった。まだ80年代はフェルドマンやシェルシといった大家も存命であり、ファーニホウやラッヘンマンの教えをここで受けた学生が、その後の90年代の講師陣に昇格した。

## ゾルフ・シェーファー時代
ホンメルが1994年に引退した後、1996-2008年度ディレクターのゾルフ・シェーファーはホンメル式を完全に撤廃した。講師陣は従来以上に厳選され、メインの講義スケジュールにおいて同じ時間帯に複数の講師が話すということはなくなった。このために講習会の性格が「偏った」ものになっていることは当の講師陣から指摘されているが、「小さな勉強会」としての性格を保持するのがシェーファーの方針であった。2002年にはパリのIRCAMと提携し、Max/MSPやOpenMusicといったIRCAM製ソフトウェアのレクチャーを行ったほか、招聘作曲家のトリスタン・ミュライユやエマニュエル・ヌネスらのエレクトロニクスを含む作品の演奏を取り上げた。
細川俊夫は既に講師として10年強が経過していたが、根強く2006年まで講師に招聘され続けていた。講師の面子もあまり代わり映えがしなくなっていた。それでもイザベル・ムンドリー、ジェニファー・ウォルシュ、サルヴァトーレ・シャリーノやトリスタン・ミュライユなどジーメンス系に偏らず、積極的に逸材を招聘していた。
ただし、メイン講義と同時間帯に別の講師作曲家が興味ある学生を募って、別教室で個人レッスンや小規模グループレッスンを開いたり、また作曲科の学生が演奏家のレッスンや小規模レクチャーを見学しに行くことは多くありえた。学生にとっても自由な受講の選択肢があり、またメイン講義だけでなく、そうした機会に出席することで、作曲や演奏の受講生同士が知り合い、講習会終盤の試演会に参加できるチャンスもあった。

## トマス・シェファー時代
2008年でゾルフ・シェーファーは引退、2010年度よりトマス・シェファーが就任し、講師陣の若返りが話題となった。かつてのクラーニヒシュタイン音楽賞受賞者のジェイムズ・ディロンやイギリスで著名な藤倉大を招聘するなど、システムの更新が行われ続けているため、「世界でもっとも著名な現代音楽講習会」であることは変わっていない。受賞者の面子を見る限りでは、エレクトロニクスへの示唆が必修になっている。これもシェーファー時代とは異なる。
かつてのダルムシュタットと違い、飛び入り参加やゲリラライブのような類はかなり縮小を余儀なくされ、システムは全面的に変更されている。何が可能で何が可能でないのかが、公式サイトには事細かに述べられている。

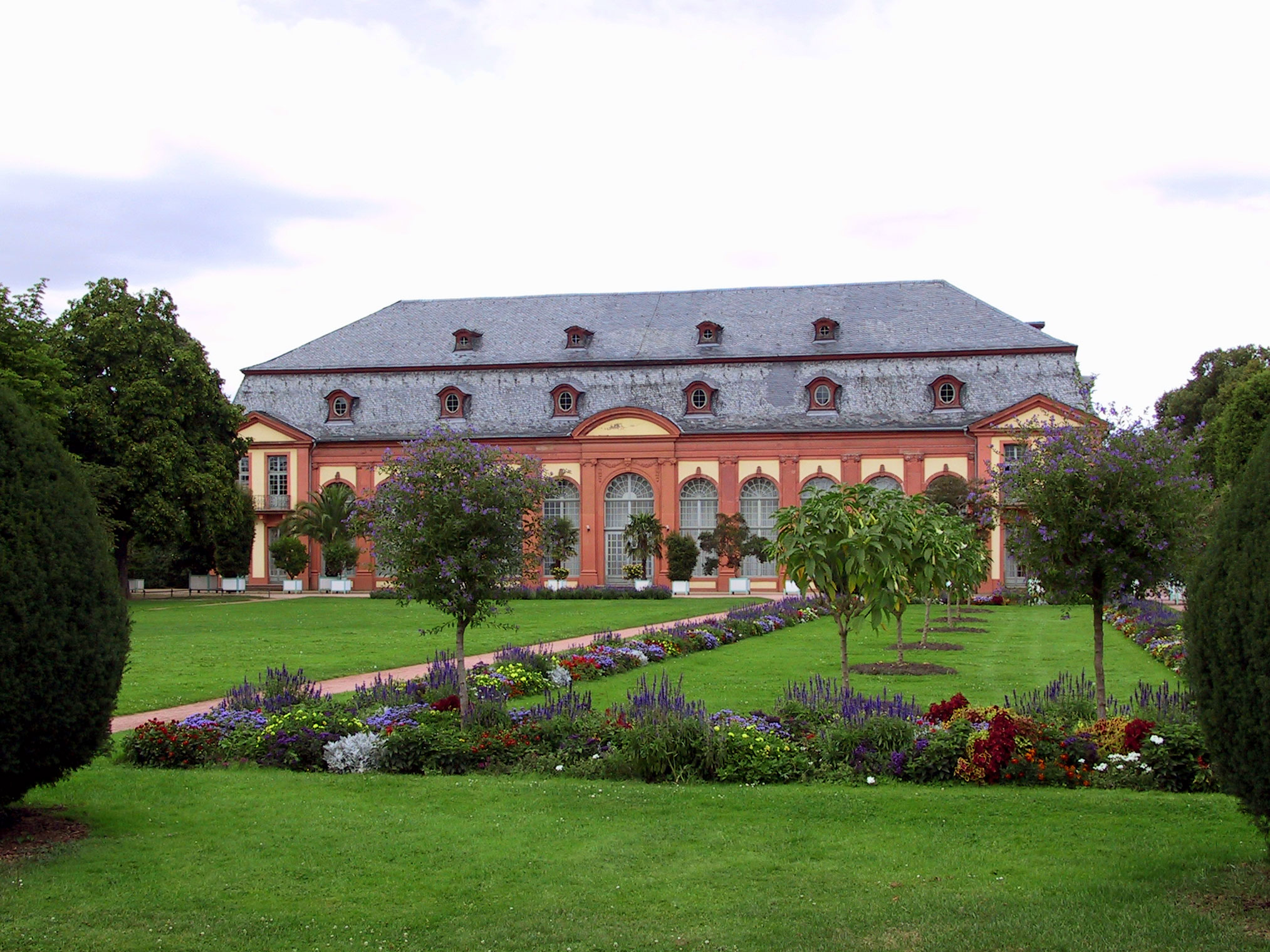
オランジュリー（ダルムシュタット）

会場は町外れの高校を借り切って行われる（給食設備も含む）。演奏会場はオーケストラや大アンサンブルなど規模の大きなものは高校付属の体育館、小規模の室内楽演奏会はより音響が良く美しい建物であるオランジュリーで行われ、講習会は学生のほか一般にも公開される。
インターネットを大胆に使用したヨハネス・クライドラーは2012年度のクラーニヒシュタイナー音楽賞を受賞し、世界中で自作の講義や初演を行っている。2010年代から、電子メディアを使った新しい音楽思考を伴った前衛思想が提唱されている。

## 備考
これとは別の音楽教育関係団体INMM - Institut für Neue Musik und Musikerziehung Darmstadtの主催で、毎年4月上旬に開かれる1週間ほどの規模の小さい「小ダルムシュタット」と呼ばれる講習会兼音楽祭Campus Neue Musik für Kinder und Jugendlicheもある。